# Pai Penela
Pai Penela é uma povoação portuguesa do município da Mêda que foi sede da extinta Freguesia de Pai Penela, freguesia que tinha 67 habitantes (2011).
A Freguesia de Pai Penela foi extinta (agregada) pela reorganização administrativa de 2012/2013, tendo o seu território sido agregado ao das Freguesias de Vale Flor e Carvalhal para criar a União de Freguesias de Vale Flor, Carvalhal e Pai Penela.

## População
★ No censo de 1864 figura no concelho de Vila Nova de Foz Côa. Passou para o actual concelho (atual município) por decreto de 04/12/1872

| Totais e grupos etários | Totais e grupos etários | Totais e grupos etários | Totais e grupos etários | Totais e grupos etários | Totais e grupos etários | Totais e grupos etários | Totais e grupos etários | Totais e grupos etários | Totais e grupos etários | Totais e grupos etários | Totais e grupos etários | Totais e grupos etários | Totais e grupos etários | Totais e grupos etários | Totais e grupos etários |
| ----------------------- | ----------------------- | ----------------------- | ----------------------- | ----------------------- | ----------------------- | ----------------------- | ----------------------- | ----------------------- | ----------------------- | ----------------------- | ----------------------- | ----------------------- | ----------------------- | ----------------------- | ----------------------- |
|                         | 1864                    | 1878                    | 1890                    | 1900                    | 1911                    | 1920                    | 1930                    | 1940                    | 1950                    | 1960                    | 1970                    | 1981                    | 1991                    | 2001                    | 2011                    |
| Total                   | 354                     | 380                     | 372                     | 373                     | 271                     | 237                     | 246                     | 302                     | 325                     | 224                     | 194                     | 184                     | 119                     | 95                      | 67                      |

| 0-14 anos | 15-24 anos | 25-64 anos | 65 e + anos |
| 11 \| 2   | 12 \| 7    | 39 \| 25   | 33 \| 33    |
| -82%      | -42%       | -36%       | +0%         |

## Património
- Igreja Matriz de Pai Penela;
- Quinta dos Prados (ocupação romana);
- Quinta do Maduro;
- Quinta de Vila Maior (época romana), possui Capela da Senhora de Vila Maior;
- Capela de Santa Bárbara/Capela de São Silvestre, no miradouro de Santa Bárbara;
- Lagar.